# Вушкоцвіт малий
Вушкоцвіт малий (Chaenorhinum minus) — вид трав'янистих рослин родини подорожникові (Plantaginaceae), поширений у середній і східній Європі, західній Азії.

## Опис
Однорічна рослина (5)10–20 см заввишки. Стебла розгалужені, з залозистими волосками. Найнижчі листя протилежні, верхні — поперемінні, короткочерешкові; листові пластини від лінійних до довго-яйцеподібних, волохаті. Квітки поодинокі в пазухах. Віночок 5–6 мм довжиною, світло-ліловий, в зеві жовтуватий. Коробочка яйцеподібна, 5–6 мм завдовжки. Чашечка 5-лопатева, частки вузькі. Тичинки 4. Насіння буре, 0.4 мм довжиною, з ребрами, на краю яких є кілька зубчиків.

## Поширення
Поширений у середній і східній Європі, західній Азії; інтродукований у деяких інших помірних регіонах.
В Україні вид зростає на полях і кам'янистих місцях — на більшій частині території, але на півдні та в Криму рідко. Бур'ян.

## Галерея

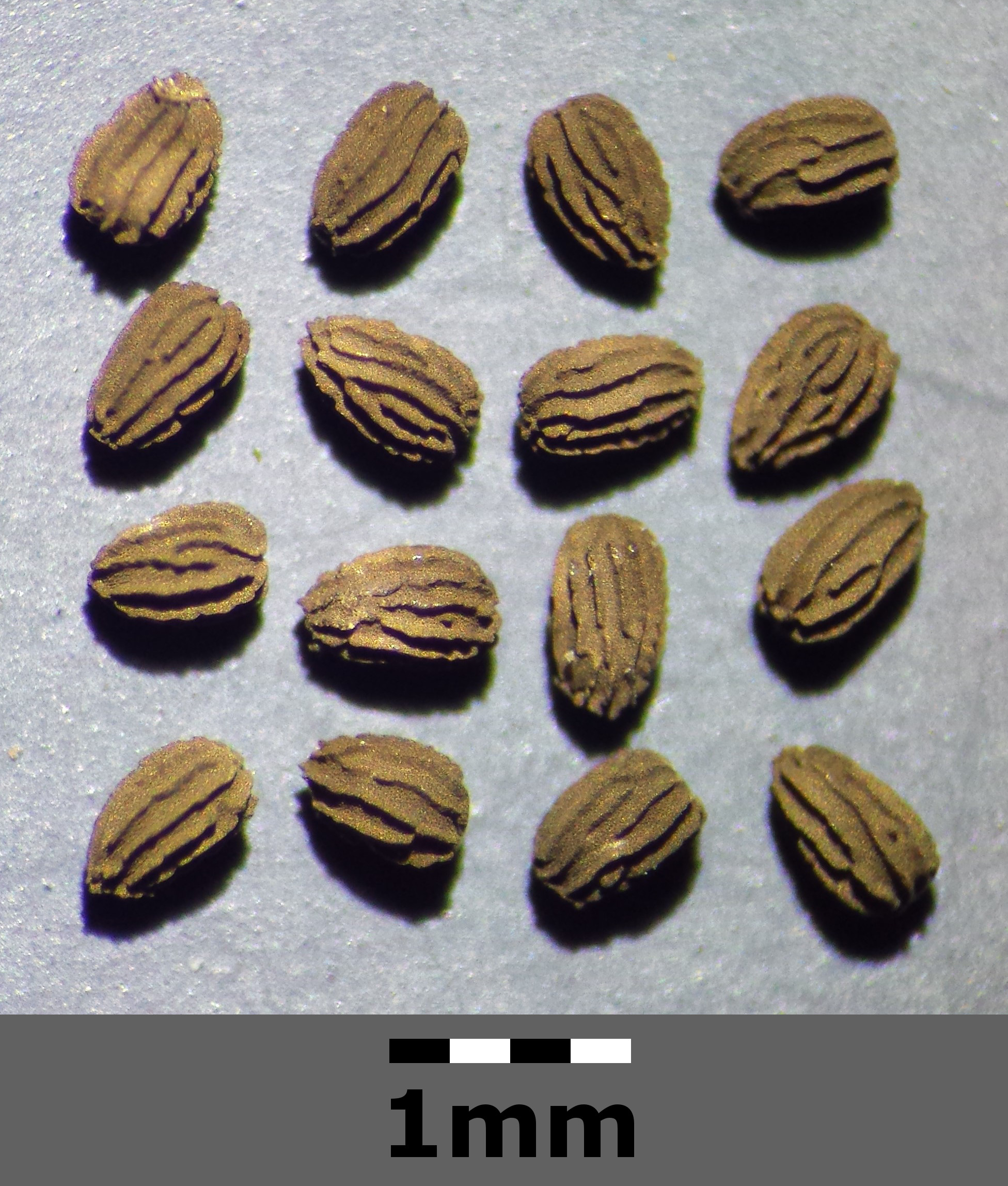
насіння
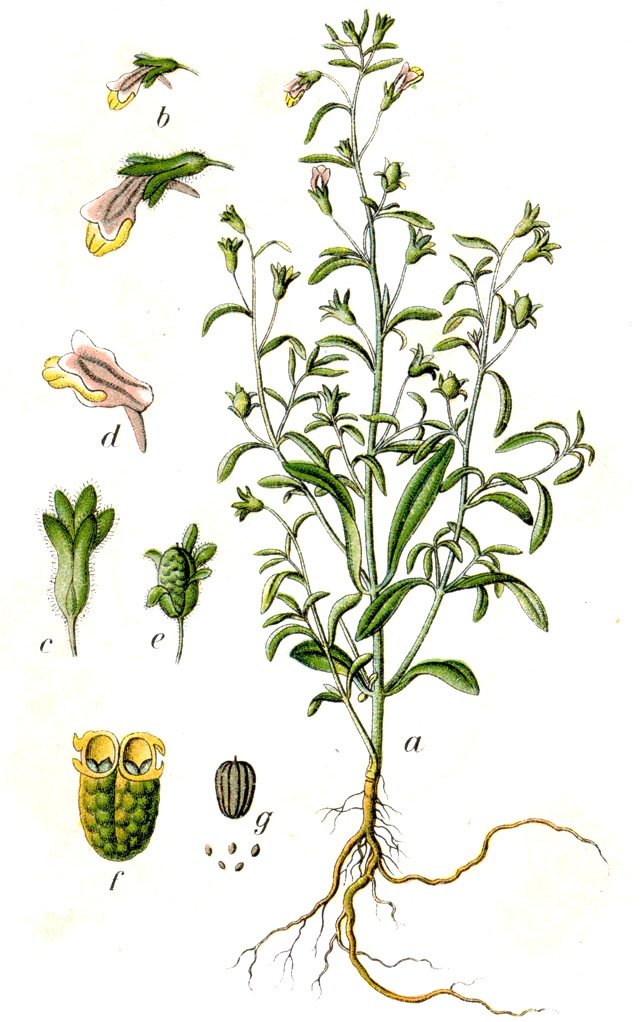
ілюстрація